# Epimedium
Epimedium (Tourn. ex L., 1753) è un genere di piante appartenente alla famiglia delle Berberidaceae, diffuso nella fascia temperata compresa tra Bacino del Mediterraneo ed Estremo Oriente.

## Tassonomia
All'interno del genere Epimedium sono incluse le seguenti 64 specie:
- Epimedium acuminatum Franch.
- Epimedium alpinum L.
- Epimedium baiealiguizhouense S.Z.He & Y.K.Yang
- Epimedium baojingense Q.L.Chen & B.M.Yang
- Epimedium borealiguizhouense S.Z.He & Y.K.Yang
- Epimedium brevicornu Maxim.
- Epimedium campanulatum Ogisu
- Epimedium davidi Franch.
- Epimedium dewuense S.Z.He, Probst & W.F.Xu
- Epimedium diphyllum Lodd. ex Graham
- Epimedium dolichostemon Stearn
- Epimedium ecalcaratum G.Y.Zhong
- Epimedium elatum C.Morren & Decne.
- Epimedium elongatum Kom.
- Epimedium enshiense B.L.Guo & P.K.Hsiao
- Epimedium epsteinii Stearn
- Epimedium fangii Stearn
- Epimedium fargesii Franch.
- Epimedium flavum Stearn
- Epimedium franchetii Stearn
- Epimedium glandulosopilosum H.R.Liang
- Epimedium grandiflorum C.Morren
- Epimedium hunanense (Hand.-Mazz.) Hand.-Mazz.
- Epimedium ilicifolium Stearn
- Epimedium jinchengshanense Yanjun Zhang & J.Q.Li
- Epimedium jingzhouense G.H.Xia & G.Y.Li
- Epimedium koreanum Nakai
- Epimedium latisepalum Stearn
- Epimedium leptorrhizum Stearn
- Epimedium lishihchenii Stearn
- Epimedium lobophyllum L.H.Liu & B.G.Li
- Epimedium macrosepalum Stearn
- Epimedium mikinorii Stearn
- Epimedium muhuangense S.Z.He & Y.Y.Wang
- Epimedium multiflorum T.S.Ying
- Epimedium myrianthum Stearn
- Epimedium ogisui Stearn
- Epimedium × omeiense Stearn
- Epimedium parvifolium S.Z.He & T.L.Zhang
- Epimedium pauciflorum K.C.Yen
- Epimedium perralderianum Coss.
- Epimedium pinnatum Fisch. ex DC.
- Epimedium platypetalum K.Mey.
- Epimedium pseudowushanense B.L.Guo
- Epimedium pubescens Maxim.
- Epimedium pubigerum (DC.) C.Morren & Decne.
- Epimedium pudingense S.Z.He, Y.Y.Wang & B.L.Guo
- Epimedium qingchengshanense G.Y.Zhong & B.L.Guo
- Epimedium reticulatum C.Y.Wu ex S.Y.Bao
- Epimedium rhizomatosum Stearn
- Epimedium sagittatum (Siebold & Zucc.) Maxim.
- Epimedium sempervirens Nakai ex F.Maek.
- Epimedium × setosum Koidz.
- Epimedium shennongjiaense Yan J.Zhang & J.Q.Li
- Epimedium shuichengense S.Z.He
- Epimedium stearnii Ogisu & Rix
- Epimedium stellulatum Stearn
- Epimedium sutchuenense Franch.
- Epimedium tianmenshanense T.Deng, D.G.Zhang & H.Sun
- Epimedium trifoliolatobinatum (Koidz.) Koidz.
- Epimedium truncatum H.R.Liang
- Epimedium wushanense T.S.Ying
- Epimedium xichangense Yan J.Zhang
- Epimedium yinjiangense M.Y.Sheng & X.J.Tian
- Epimedium × youngianum Fisch. & C.A.Mey.
- Epimedium zhaotongense G.W.Hu
- Epimedium zhushanense K.F.Wu & S.X.Qian